# Heartbreak Station
Heartbreak Station es el tercer álbum de la banda estadounidense de hard rock Cinderella, publicado en 1990. Alcanzó el puesto #19 en las listas de éxitos estadounidenses y alcanzó la certificación de platino el mismo año. Pese a esto, el disco no fue igual de exitoso a los esfuerzos anteriores de Cinderella, probablemente por el abandono del sonido hard rock que había caracterizado sus anteriores entregas (un estilo similar al de la banda Def Leppard), acogiendo un sonido más influenciado por bandas como Deep Purple, Humble Pie y Mott the Hoople. El hit singles del álbum fueron "Shelter Me" y la canción homónima.

## Antecedentes y producción
Heartbreak Station supuso un cambio en el sonido de la banda, que se alejó del estilo glam metal de Night Songs y Long Cold Winter y adoptó un enfoque más blues y despojado. En una entrevista con Los Angeles Daily News un mes antes del lanzamiento del álbum, cuando se le preguntó por el cambio estilístico de la banda respecto a sus álbumes anteriores, el vocalista Tom Keifer declaró: «El sonido ha progresado desde el último álbum.  Lo hemos producido con un enfoque más crudo y sencillo. Lo hemos despojado desde el punto de vista de la producción, así que no hay mucha reverberación ni sobregrabaciones». Keifer también citó el blues como una gran influencia en su forma de componer en el álbum.

## Lista de canciones
1. "The More Things Change" – 4:22
2. "Love's Got Me Doin' Time" – 5:19
3. "Shelter Me" – 4:47
4. "Heartbreak Station" – 4:28
5. "Sick for the Cure" – 3:59
6. "One for Rock and Roll" – 4:29
7. "Dead Man's Road" – 6:38
8. "Make Your Own Way" – 4:15
9. "Electric Love" – 5:23
10. "Love Gone Bad" – 4:20
11. "Winds of Change" – 5:24
12. “coming home “ - 4:36

## Personal
- Tom Keifer - voz, guitarra
- Eric Brittingham - bajo
- Jeff LaBar - guitarra
- Fred Coury - batería